# Archivo de Bogotá

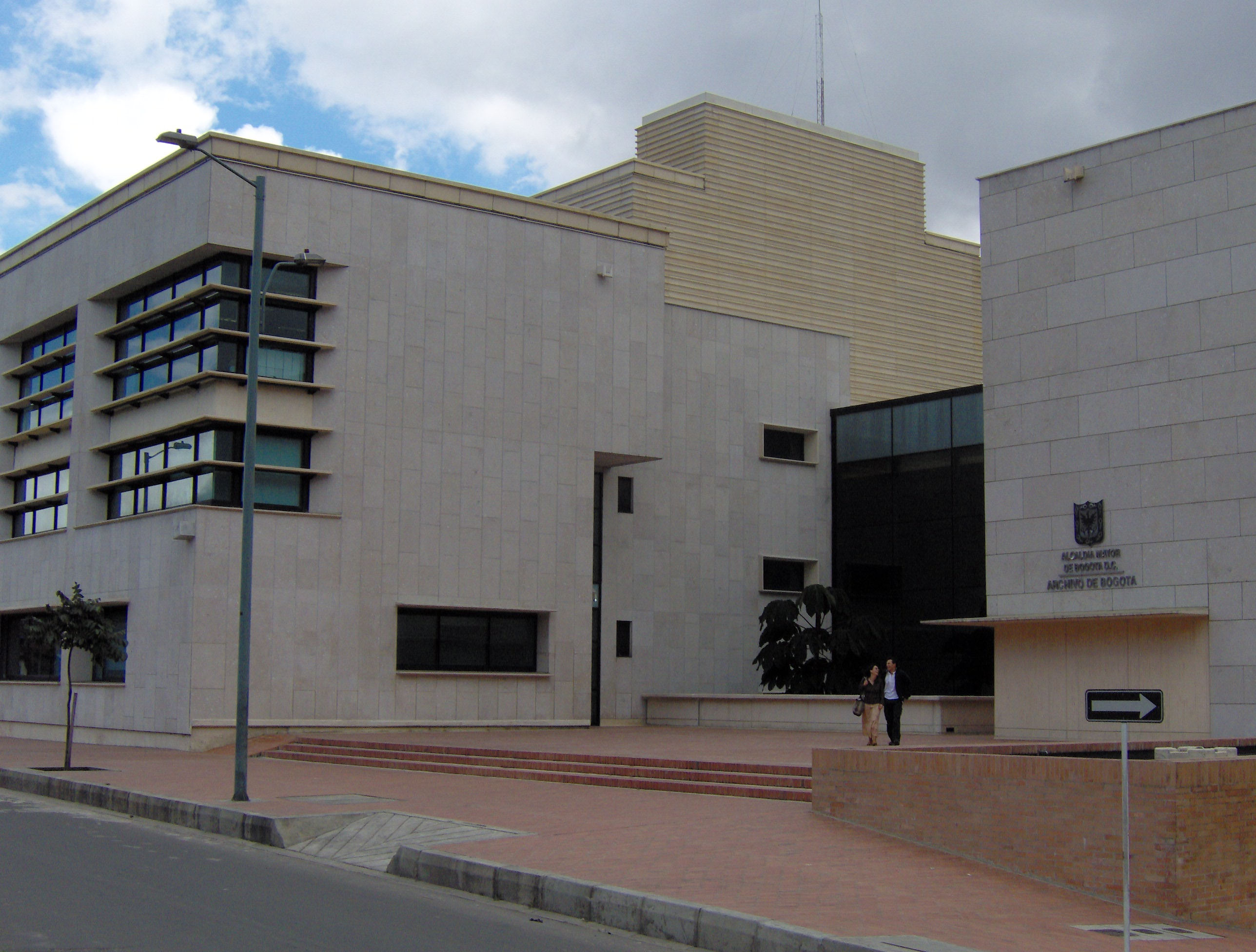
Archivo Distrital de Bogotá D. C., costado oriental.

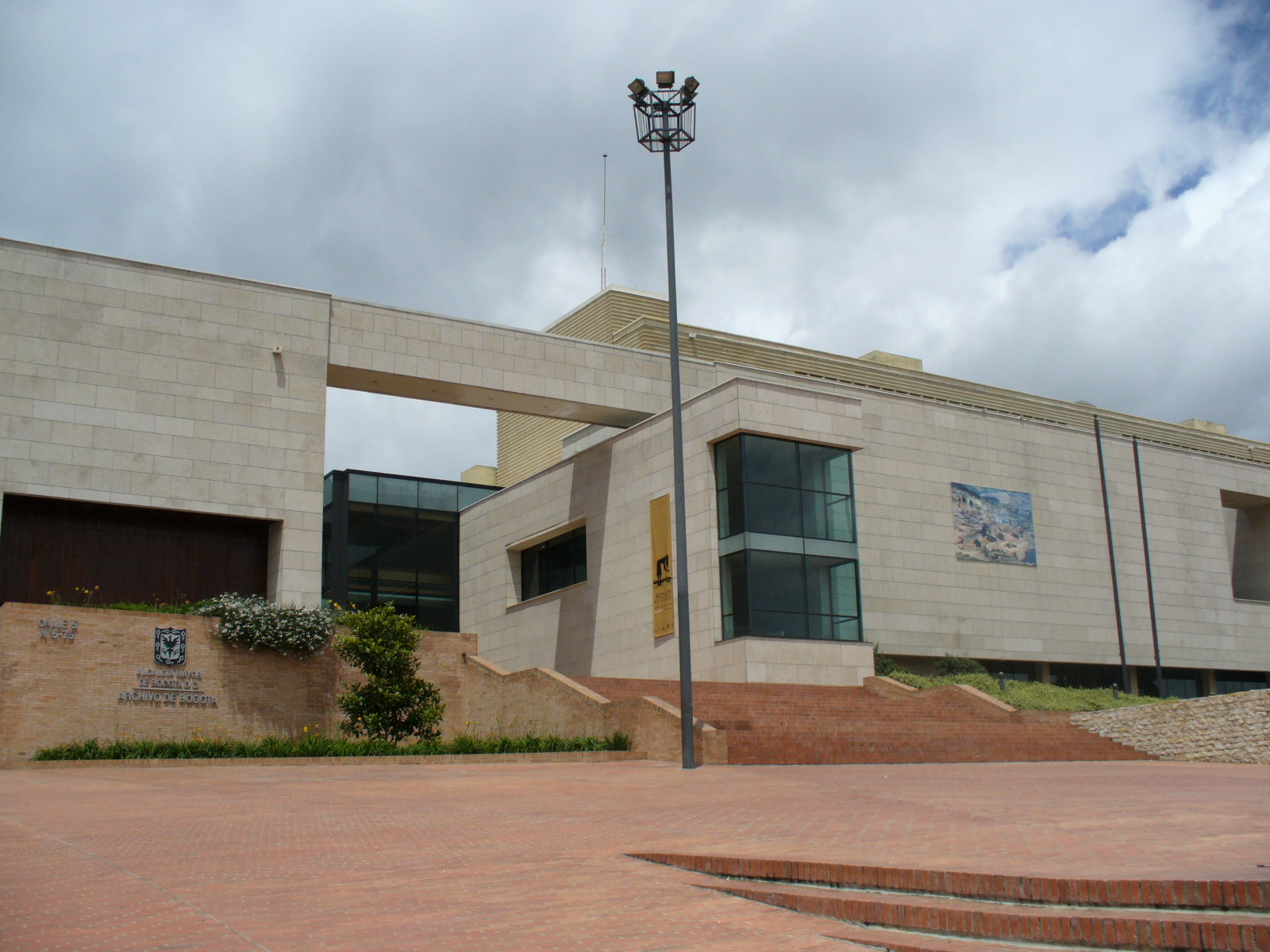
Archivo Distrital de Bogotá D. C., costado occidental.

El Archivo Distrital de Bogotá, general e histórico, es una dependencia de la Secretaría General del Distrito Capital de Bogotá, en la República de Colombia. Tiene como misión la protección de los recursos documentales de la ciudad, con el propósito de garantizar la transparencia, accesibilidad, procesamiento y conservación de la información de interés para el gobierno y el estudio de la ciudad. En este sentido, el Archivo de Bogotá, organiza fondos y colecciones con valor patrimonial, y difunde la memoria contenida en el acervo documental en beneficio de las entidades de la administración de la ciudad, investigadores y estudiosos y toda otra persona interesada en conocer la historia de Bogotá.

## Historia
El 6 de agosto de 2003, fecha en que Bogotá celebraba un nuevo aniversario de su fundación, se inauguró el Archivo de Bogotá como centro para la conservación de la memoria de la ciudad, garante de la transparencia y de los derechos ciudadanos y ente rector del Sistema Distrital de Archivos. El proyecto se planteó en 1997, durante la primera administración del alcalde Antanas Mockus y fue continuado por el alcalde Enrique Peñalosa, hasta su realización en la administración de Luis Eduardo Garzón. El Archivo de Bogotá funciona en un grande y moderno edificio y ha sido dotado de los recursos técnicos y humanos adecuados para llevar adelante su misión de conservación, investigación y divulgación del patrimonio documental de la ciudad. 
Aunque Bogotá tuvo el infortunio de perder casi todo su acervo documental a causa de los incendios de 1786 y 1900, a lo que se sumó el descuido y las eliminaciones indiscriminadas, existe una memoria documental centrada en el siglo XX, que ha sido considerada necesario recuperar, conservar, divulgar y servir, con el propósito de promover el conocimiento y la imagen colectiva.

## Fondos documentales
El primer fondo histórico trasladado al Archivo fue el de la liquidada Empresa Distrital de Transportes Urbanos y de la antigua Empresa del Tranvía Municipal. la rica colección de documentos y estudios sobre Bogotá, de lo que fuera el centro de documentación del Instituto de Cultura y Turismo, y que se ha enriquecido con nuevas adquisiciones, se convierte en un centro de documentación especializado en la ciudad. Transferidos por las entidades del Distrito Capital y que se encuentran disponibles para la consulta de la ciudadanía:
- Empresa Distrital de Transportes EDTU
- Fondo Departamento Administrativo de la Defensoría del Espacio Público, DADEP
- Fondo Jardín Botánico «José Celestino Mutis»
- Fondo Orquesta Filarmónica de Bogotá, OFB
- Fondo Corporación La Candelaria
- Fondo de la Empresa Distrital de Servicios Públicos, EDIS
- Fondo Concejo de Bogotá
- Fondo de la Secretaría de Obras Públicas
- Fondo de la Caja de Previsión Social del Distrito
- Fondo Instituto Distrital de Cultura y Turismo, IDCT
- Fondo Fotográfico Foto Centro
- Expediente Acuerdo Distrital 79 de 2003 –Código de Policía.

El Archivo de Bogotá, presta diferentes servicios de archivo, préstamos de espacíos, orientados a crear conocimiento al ciudadano o dar respuesta a solicitudes de información, entre otros. Dentro de estos servicios podemos encontrar:
1. PRÉSTAMO DE ESPACIOS: El Archivo de Bogotá presta sus espacios de conferencia para la realización de eventos de carácter institucional, académico y cultural.
2. ACCESO Y CONSULTA: El Archivo de Bogotá brinda acceso y consulta a la documentación producida por la Administración Distrital y por la ciudadanía que tenga valores históricos y patrimoniales de la ciudad. Este servicio se ofrece a través de las diferentes bases de datos de documentación que han sido procesadas técnicamente. Es importante evidenciar que aunque la documentación allí conservada es de acceso público existe un Reglamento de la Sala de Consulta Archivo de Bogotá, que propenden por el buen uso del material de consulta.
3. VISITAS GUIADAS: El Archivo de Bogotá realiza, a todo ciudadano interesado, recorridos guiados a través de las áreas técnicas del Archivo y áreas públicas resaltando la importancia de la archivística, la conservación y la gestión documental tomando como punto de inicio la historia capitalina y la riqueza arquitectónica del propio edificio.
4. DIVULGACIÓN DE LA MEMORIA DE LA CIUDAD: El Archivo de Bogotá desarrolla exposiciones, crea planes editoriales, proyectos pedagógicos, audiovisuales, páginas web, eventos académicos y usa medios masivos (Radio, Televisión y Prensa) para la divulgación de la memoria capitalina y la acogida por parte de sus ciudadanos.
5. ACOPIO DE INFORMACIÓN: El Archivo de Bogotá hace recepción de fondos y colecciones documentales, que tienen un valor patrimonial, por medio de transferencias secundarias, donaciones, comodatos, canjes, expropiación y adquisiciones de las mismas. La información objeto de acopio es esa de interés a la ciudad ya sea en aspectos históricos, culturales, científicos, entre otros,
6. MONITOREO Y CONTROL EN ESPACIOS DE ARCHIVO: El Archivo de Bogotá como ente regulador de la ciudad, evalúa los parámetros ambientales tales como humedad relativa, temperatura, iluminación, material particulado, gases, biocontaminación y saneamiento ambiental en los archivos públicos de las entidades distritales.
7. ASESORIAS: El Archivo de Bogotá brinda asistencia integral y apoyo en temas conceptuales, metodológicos, técnicos y operativos en temas de gestión documental enmarcado en el Subsistema Interno de Gestión Documental y Archivo- SIGA.
8. NORMALIZACIÓN DE LA GESTIÓN DOCUMENTAL: El Archivo de Bogotá ofrece a la entidades distritales los diferentes instrumentos para la normalización de la gestión documental en la ciudad, a saber: Instructivos, Guías, Cartillas, Manuales, entre otros.